# بولامون أزرق
بولامون أزرق (الاسم العلمي:(POLEMONIUM CAERULEUM) هو نوع من النباتات يتبع جنس البولامون من الفصيلة البولامونية.
عشبة البولامون الأزرق أو ما يسمى الناردين اليوناني أو ما يعرف أيضا بسلم النبي يعقوب،استخدمت في علاج داء الصرع، وهي عشبة تعيش لأكثر من سنتين، تميزت بجذرها الضخم والكبير، إضافة إلى قصره ولونه الرمادي، وأوراقه العريضة والطويلة التي ترئسها أزهار زرقاء وأحيانا بنفسجية تنتمي لفصيلة القبس.
يتواجد هذا النوع من الأعشاب نادرا إذا كان بريا، بينما نوعه الأبيض يتواجد في الحدائق وقربها. أما بالنسبة لموسم ظهورها فهي في الفترة ما بين اخر الربيع إلى منتصف الصيف.
هناك الكثير من الفوائد الطبية لعشبة البولامون، أذكر لكم بعضا منها:
1. تخفيف الام الرأس
2. تهدئة الأعصاب
3. يعمل على تحسين خفقان القلب
4. يستخدم في الأبخرة
5. مفيد أيضا للحالات الهستيرية والرجفة

إضافة إلى أنها تستخدم في أيامنا هذه للحمى ومرضى التهاب الرئتين، ولكن يصعب علينا إيجادها لمدى ندرتها؛ لذلك استخدامها في الطب العشبي قليل.

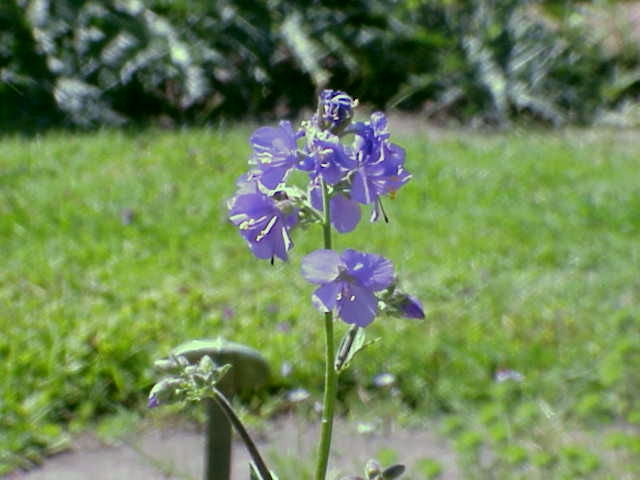
Boreal Jacobs-ladder
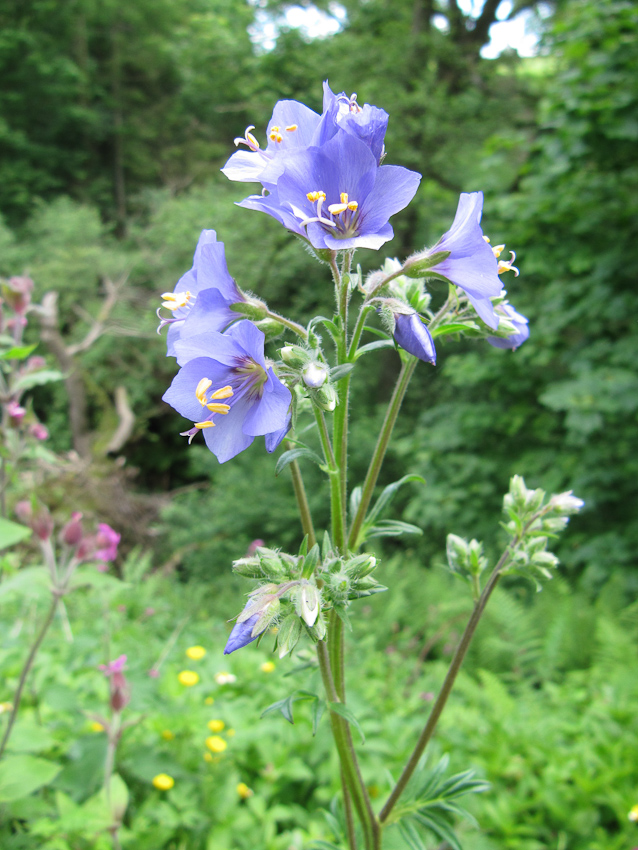
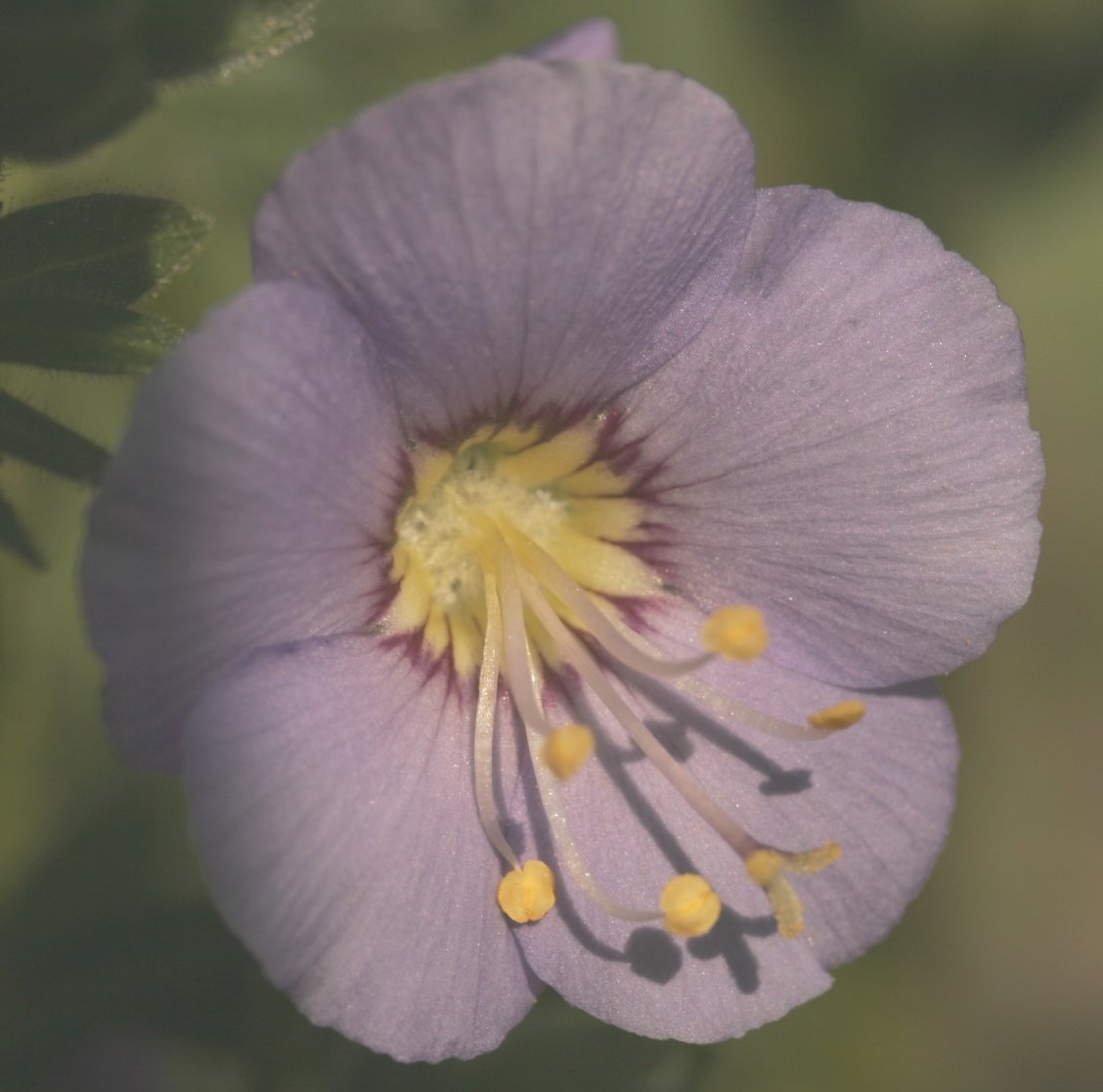
Boreal Jacobs-ladder
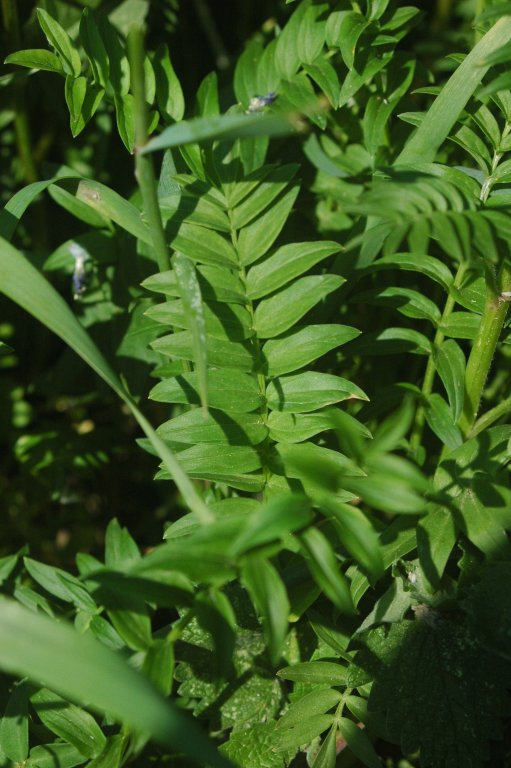
Leaves